# James Maddison
James Daniel Maddison (sinh ngày 23 tháng 11 năm 1996) là một cầu thủ bóng đá chuyên nghiệp người Anh hiện đang thi đấu ở vị trí tiền vệ tấn công cho câu lạc bộ Premier League Tottenham Hotspur và đội tuyển bóng đá quốc gia Anh.
Maddison bắt đầu sự nghiệp của mình ở Coventry City trước khi gia nhập Norwich City vào năm 2016. Anh ấy đã trải qua mùa giải 2016-17 cho mượn tại câu lạc bộ Giải Ngoại Hạng Scotland Aberdeen. Trong mùa giải đầu tiên trở lại tại Norwich, Maddison đã được ghi tên vào đội hình PFA của năm và Đội EFL của mùa giải. Anh gia nhập câu lạc bộ Leicester City vào năm 2018.
Maddison ra mắt đội tuyển Anh khi dưới 21 tuổi ở vòng loại Giải vô địch U21 châu Âu 2019 và được triệu tập vào đội một năm 2019.

## Đầu đời
Maddison sinh ra và lớn lên tại thành phố Coventry, West Midlands. Anh là người gốc Ailen thông qua ông bà của mình.

## Câu lạc bộ sự nghiệp

### Coventry City
Maddison gia nhập đội trẻ của Coventry City và được đưa vào đội một trong mùa giải 2013-14, mặc dù không được vào sân. Anh ra mắt vào tháng 8 năm 2014, vào sân từ ghế dự bị trong trận thua 2-1 League Cup trước Cardiff City. Maddison ra mắt một lần nữa khi được vào sân thay thế, trong trận thua sân nhà 3-1 trước Bristol City và mùa giải tiếp theo đầu tiên, anh thi đấu trong trận đấu đầu tiên trước Oldham Athletic. Anh đã ghi bàn thắng đầu tiên trong trận đấu, với một cú đá phạt trong hiệp một, khi Sky Blues thua trận 4-1.  
Vào tháng 11 năm 2014, Maddison đã ký hợp đồng chuyên nghiệp đầu tiên của mình, kéo dài ba năm rưỡi, nhưng đã bỏ lỡ phần lớn phần còn lại của mùa giải 2014-15 sau khi bị đuổi khỏi sân trong trận thua Boxing Day trước Doncaster Rovers và sau đó đón một chấn thương lưng.

### Norwich City
Maddison đã ký hợp đồng với câu lạc bộ Norwich City vào ngày 1 tháng 2 năm 2016 trong một hợp đồng ba năm rưỡi với một khoản phí không được tiết lộ, nhưng ngay lập tức được cho mượn trở lại Coventry City trong nửa mùa giải của mùa giải 2015-16.
Vào ngày 31 tháng 8 năm 2016, Maddison đã được mượn cho câu lạc bộ Ngoại hạng Scotland Aberdeen cho mùa đầu tiên của mùa giải 2016-17. Anh ra mắt như một sự thay thế chống lại Inverness Caledonia Thistle, sau đó bắt đầu và ghi bàn trong trận đấu tiếp theo trong chiến thắng 3-1 trước Dundee. Anh ấy đã làm theo điều này với một người chiến thắng vào phút cuối trước Rangers vào ngày 25 tháng 9 năm 2016.
Sau khi trở lại sau khi cho mượn tại Aberdeen, Maddison đã có trận ra mắt giải đấu được chờ đợi từ lâu cho Norwich vào ngày 17 tháng 4 năm 2017, vào sân trong hiệp hai và ghi bàn trong chiến thắng 3-1 trước Preston North End tại Deepdale. Maddison đã ký hợp đồng bốn năm mới vào tháng 6 năm 2017. Với sự xuất hiện của huấn luyện viên mới Daniel Farke, Maddison đã được bắt đầu thường xuyên trong đội trong mùa giải 2017-18 và được bầu là Cầu thủ xuất sắc nhất mùa giải của Norwich City, cũng như nhận được đề cử cho giải thưởng Cầu thủ trẻ xuất sắc nhất mùa giải EFL Championship.

### Leicester City
Maddison đã ký hợp đồng với câu lạc bộ Premier League Leicester City vào ngày 20 tháng 6 năm 2018 trong một hợp đồng năm năm với mức phí không được tiết lộ, được cho là khoảng £ 20 triệu. Anh đã ghi bàn thắng đầu tiên tại Premier League vào ngày 18 tháng 8 trong chiến thắng 2-0 trước Wolverhampton Wanderers. Sau đó, anh tiếp tục khởi đầu ấn tượng của mình cho câu lạc bộ với sự trở lại Premier League, từ những pha lập công, trong trận đấu với AFC Bournemouth và Huddersfield Town tương ứng.

### Tottenham Hotspurs
Sau khi kết thúc hợp đồng với Leicester City, Maddison gia nhập Tottenham Hotspurs với giá 40 triệu bảng anh. Sau trận đấu với Luton Town vào ngày 7 tháng 10, anh đã có cho mình 5 đường kiến tạo trong màu áo mới sau 8 trận tại giải bóng đá Ngoại Hạng Anh.

## Sự nghiệp quốc tế
Maddison được đưa vào Đội Tuyển U21 Anh vào tháng 3 năm 2016, nhưng không thể thi đấu do chấn thương. Anh đã nhận được cuộc gọi đầu tiên tới đội tuyển U21 Anh vào tháng 11 năm 2017, và có trận ra mắt trước Ukraine trong vòng loại Giải vô địch U21 châu Âu 2019. Anh được thi đấu lần đầu tiên cho Đội Tuyển Anh vào tháng 10 năm 2018 cho các trận đấu của UEFA Nations League với Croatia và Tây Ban Nha.
Vào ngày 27 tháng 5 năm 2019, Maddison đã được đưa vào đội hình 23 người của Anh cho Giải vô địch U21 châu Âu UEFA 2019  và ghi bàn thắng đầu tiên cho đất nước của anh ấy trong trận hòa 3-3 với Croatia tại sân vận động San Marino vào ngày 24 tháng 6 năm 2019.
Maddison rút khỏi đội hình vào tháng 10 năm 2019 vì bệnh. Sau đó, anh ta được nhìn thấy đang ghé thăm một sòng bạc, mặc dù hành vi của anh ta được bảo vệ bởi người quản lý câu lạc bộ Brendan Rodgers. Maddison đã được thi đấu lần đầu của anh ấy cho đội tuyển Anh khi anh ấy vào sân thay Alex Oxlade-Chamberlain ở phút thứ 56 trong chiến thắng 7-0 trước Montenegro ở vòng loại UEFA Euro 2020.

## Thống kê sự nghiệp

### Câu lạc bộ
Tính đến Tính Đến 9 Tháng 2020
| Club             | Season       | League               | League | League | National Cup | National Cup | League Cup | League Cup | Other | Other | Total | Total |
| Club             | Season       | Division             | Apps   | Goals  | Apps         | Goals        | Apps       | Goals      | Apps  | Goals | Apps  | Goals |
| ---------------- | ------------ | -------------------- | ------ | ------ | ------------ | ------------ | ---------- | ---------- | ----- | ----- | ----- | ----- |
| Coventry City    | 2013–14      | League One           | 0      | 0      | 0            | 0            | 0          | 0          | 0     | 0     | 0     | 0     |
| Coventry City    | 2014–15      | League One           | 12     | 2      | 1            | 0            | 1          | 0          | 4     | 0     | 18    | 2     |
| Coventry City    | 2015–16      | League One           | 23     | 3      | 0            | 0            | 1          | 0          | 0     | 0     | 24    | 3     |
| Coventry City    | Total        | Total                | 35     | 5      | 1            | 0            | 2          | 0          | 4     | 0     | 42    | 5     |
| Norwich City     | 2016–17      | Championship         | 3      | 1      | 0            | 0            | 1          | 0          | —     | —     | 4     | 1     |
| Norwich City     | 2017–18      | Championship         | 44     | 14     | 2            | 0            | 3          | 1          | —     | —     | 49    | 15    |
| Norwich City     | Total        | Total                | 47     | 15     | 2            | 0            | 4          | 1          | —     | —     | 53    | 16    |
| Norwich City U23 | 2016–17      | —                    | —      | —      | —            | —            | —          | —          | 1     | 1     | 1     | 1     |
| Aberdeen (loan)  | 2016–17      | Scottish Premiership | 14     | 2      | —            | —            | 3          | 0          | —     | —     | 17    | 2     |
| Leicester City   | 2018–19      | Premier League       | 36     | 7      | 1            | 0            | 1          | 0          | —     | —     | 38    | 7     |
| Leicester City   | 2019–20      | Premier League       | 28     | 6      | 2            | 0            | 5          | 3          | —     | —     | 35    | 9     |
| Leicester City   | Total        | Total                | 64     | 13     | 3            | 0            | 6          | 3          | —     | —     | 73    | 16    |
| Career total     | Career total | Career total         | 160    | 35     | 6            | 0            | 15         | 4          | 5     | 1     | 186   | 40    |

1. ↑  Includes FA Cup
2. ↑  Includes League Cup/EFL Cup, Scottish League Cup
3. ↑  Appearances in Football League Trophy
4. ↑  Appearance in EFL Trophy

### Quốc tế
Tính đến ngày 26 tháng 3 năm 2024
| đội tuyển quốc gia | Năm     | Ứng dụng | Bàn thắng |
| ------------------ | ------- | -------- | --------- |
| nước Anh           | 2019    | 1        | 0         |
| nước Anh           | 2023    | 3        | 0         |
| nước Anh           | 2024    | 2        | 0         |
| Toàn bộ            | Toàn bộ | 6        | 0         |

## Danh hiệu
Leicester City
- FA Cup: 2020–21[40]
- FA Community Shield: 2021[41]

Tottenham Hotspur
- UEFA Europa League: 2024–25[42]

## liên kết ngoại
- Hồ sơ tại trang web Leicester City FC
- Hồ sơ tại trang web của Hiệp hội bóng đá
- James Maddison tại Soccerbase